# تیراندازی هوایی در جشن
تیراندازی هوایی برای جشن، تیراندازی هوایی برای خوشحالی، معمولاً تیراندازی هوایی یک سلاح گرم به هوا و در هنگام جشن و تفریح است. از نظر فرهنگی در بخش‌هایی از بالکان، روسیه، خاورمیانه، آسیای جنوبی، آمریکای لاتین و اتیوپی، حتی در جاهایی که غیرقانونی است، پذیرفته شده‌است.
مناسبت‌های رایج برای تیراندازی در جشن‌ها شامل روز سال نو و همچنین تعطیلات مذهبی است. این عمل گاهی منجر به مرگ تصادفی و جراحت در اثر گلوله‌های سرگردان می‌شود. خسارت اموال یکی دیگر از نتایج تیراندازی تفریحی است. پنجره‌های شکسته و سقف‌های آسیب دیده اغلب پس از چنین جشن‌هایی یافت می‌شود.

## صدمات ناشی از سقوط گلوله
بسته به زاویه شلیک، سرعت سقوط گلوله تغییر می‌کند. گلوله ای که تقریباً به صورت عمودی شلیک می‌شود معمولاً با سرعت حد سقوط می‌کند که بسیار کمتر از سرعت دهانه آن است. با وجود این، مردم همچنان می‌توانند در اثر سقوط گلوله با این سرعت مجروح یا کشته شوند. اگر گلوله در زوایای دیگر شلیک شود، مسیر بالستیک زاویه‌ای خود را حفظ می‌کند و به احتمال بسیار کمتری درگیر حرکت غلتشی است؛ بنابراین با سرعتی بسیار بالاتر از یک گلوله در سقوط آزاد حرکت می‌کند.
مطالعه‌ای که توسط مرکز کنترل و پیشگیری از بیماری‌های ایالات متحده (CDC) انجام شد، نشان داد که ۸۰ درصد از آسیب‌های مربوط به تیراندازی در جشن‌ها به سر، پاها و شانه‌ها مربوط می‌شود. در پورتوریکو، در ۲۰ سال گذشته حدود هفت نفر بر اثر شلیک گلوله در جشن سال نو جان خود را از دست داده‌اند. آخرین مورد در سال ۲۰۱۲ میلادی بود. بین سال‌های ۱۹۸۵ و ۱۹۹۲، پزشکان در مرکز پزشکی کینگ/درو در لس‌آنجلس، کالیفرنیا، حدود ۱۱۸ نفر را به دلیل صدمات تصادفی ناشی از سقوط گلوله تحت درمان قرار دادند که سی و هشت نفر از آنها کشته شدند.
جولیان هچر، کارشناس اسلحه گرم، سقوط گلوله‌ها را در دهه ۱۹۲۰ میلادی مطالعه کرد و محاسبه کرد که گلوله‌های کالیبر ۳۰ به سرعت حد نهایی ۹۰ متر بر ثانیه می‌رسد. گلوله ای که تنها در۶۱ متر بر ثانیه کند می‌تواند به پوست انسان نفوذ کند.
در سال ۲۰۰۵ میلادی، شبکه اقدام بین‌المللی در مورد سلاح‌های کوچک (IANSA) کمپین‌های آموزشی در مورد خطرات تیراندازی جشن در صربستان و مونته‌نگرو را اجرا کرد. در صربستان، شعار کمپین این بود که «هر گلوله ای که شلیک می‌شود، باید پایین بیاید.»

## صدمه به اموال
گلوله‌ها اغلب در پشت بام‌ها قرار می‌گیرند و باعث آسیب جزئی می‌شوند که در بیشتر موارد نیاز به تعمیر دارد. به‌طور معمول، گلوله به سطح سقف از طریق عرشه سقف نفوذ می‌کند و سوراخی ایجاد می‌کند که ممکن است آب را به داخل ساختمان هدایت کند و باعث نشتی شود.

## روندهای آماری
- فرانسیسکو دوک سوم، وزیر بهداشت فیلیپین به کاهش جراحات ناشی از گلوله‌های سرگردان در آن کشور در طول دوره تعطیلات پایان سال ۲۰۰۵ اشاره کرد - از ۳۳ مورد به ۱۹ مورد[۱۶]
- تعداد شکایات مربوط به تیراندازی تصادفی در دالاس، تگزاس، در شب سال نو از حدود ۱۰۰۰ مورد در سال ۱۹۹۹ به ۸۰۰ مورد در سال ۲۰۰۱ و ۲۰۰۲ کاهش یافت[۷]
- در اوایل سال ۲۰۰۸، افزایش حزب‌گرایی در لبنان منجر به شلیک گلوله‌های جشن در حمایت از سیاستمدارانی شد که در تلویزیون محلی ظاهر می‌شدند، که منجر به مرگ‌های متعدد و درخواست‌های این رهبران برای پایان دادن به این عمل شد.[۱۷]

## حوادث قابل توجه

### اروپا
- در ۷ ژانویه ۲۰۰۸، حدود ساعت ۹:۳۰ شب، یک هواپیمای فوکر ۱۰۰ خطوط هوایی مونته‌نگرو (4O-AOK) هنگام فرود در فرودگاه پودگوریتسا مورد اصابت گلوله قرار گرفت. یک بازرسی روتین از هواپیما منجر به کشف یک سوراخ گلوله در دم هواپیما شد. این هواپیما حامل ۲۰ مسافر بود اما به کسی آسیب نرسید. دلیل این حادثه مشخص نیست؛ با این حال، گزارش‌ها نشان می‌دهد که ممکن است این یک نتیجه غیرعمدی شلیک اسلحه در طول جشن‌های کریسمس ارتدکس بوده باشد.
- ۱ ژانویه ۲۰۰۵: یک گلوله به دختر جوانی در جریان جشن سال نو در میدان مرکزی شهر اسکوپیه، مقدونیه شمالی اصابت کرد. او دو روز بعد درگذشت. این حادثه منجر به کمپین آگاهی IANSA در سال ۲۰۰۶ شد.[۶]
- ۱۲ اکتبر ۲۰۰۳: مهمانان عروسی در بلگراد صربستان به اشتباه یک هواپیمای کوچک را ساقط کردند.[۱۸]

### خاورمیانه
- ۴ سپتامبر ۲۰۲۱: دست کم ۱۷ کشته و ۴۱ زخمی در کابل، افغانستان، توسط نظامیان طالبان که در حال جشن گرفتن تصرف دره پنجشیر در جریان حمله طالبان در سال ۲۰۲۱ بودند، کشته شدند.[۱۹]
- ۲ ژانویه ۲۰۲۱: چندین هواپیمای پارک شده ایرباس A320neo خطوط هوایی خاورمیانه در فرودگاه بین‌المللی رفیق حریری بر اثر اصابت گلوله‌های تیراندازی جشن در بیروت، لبنان آسیب دیدند و مرگ دیگری به شکل یک پناهجوی سوری گزارش شد که به سرش یک گلوله سرگردان خورده بود.[۲۰][۲۱]
- ۶ آوریل ۲۰۱۴: یک زن باردار ۲۰ ساله، مادر دو فرزند، وادیه بیداوی، در مراسم عروسی همسایه خود در صیدا، لبنان، از ناحیه سر مورد اصابت گلوله قرار گرفت و کشته شد.[۲۲]
- ۲۱ نوامبر ۲۰۱۲: به دنبال آتش‌بس که به نبرد با اسرائیل پایان داد، تیراندازی جشن در نوار غزه یک مرد را کشت و سه نفر دیگر را زخمی کرد.[۲۳]
- ۳۰ اکتبر ۲۰۱۲: بیست و سه نفر پس از تیراندازی جشنی که کابل برق را در یک جشن عروسی در شرق عربستان سعودی پایین آورد، دچار برق گرفتگی شدند.[۲۴]
- اوت ۲۰۱۰: در اردن و در جشن سالانه اعلام نتیجه مدارس، ۲ نفر کشته و ۱۳ نفر زخمی شدند.[۲۵]
- ۲۹ ژوئیه ۲۰۰۷: در پی قهرمانی تیم ملی فوتبال در جام ملت‌های آسیا، در شهر بغداد، پایتخت عراق، حداقل چهار نفر کشته و ۱۷ نفر دیگر زخمی شدند.[۲۶][۲۷] با وجود هشدارهای نیروهای امنیتی عراق و فتوای روحانی برجسته شیعه این کشور، علی سیستانی، تیراندازی جشنی رخ داد.[۲۸]
- ۲۲ ژوئیه ۲۰۰۳: در پی کشته شدن عدی و قصی پسران صدام حسین در سال ۲۰۰۳، بیش از ۲۰ نفر در عراق بر اثر تیراندازی خوش‌حالانه کشته شدند.[۱۷]